# Cyrtodactylus wetariensis
Cyrtodactylus wetariensis là một loài thằn lằn trong họ Gekkonidae. Loài này được Dunn mô tả khoa học đầu tiên năm 1927.